# Гео Милев (парк в София)
Вижте пояснителната страница за други значения на Гео Милев.
Гео Милев е парк в София, намиращ се между квартал Гео Милев и Редута в район Слатина. Изграден на 1904 – 1906. Кръстен е на българския поет и публицист Гео Милев. Класифициран е като районен парк (градина). На север граничи с улиците „Калиманци“ и „Иван Щерев“, на изток – с улица „Слатинска“, на юг – с улиците „Гео Милев“ и „Манастирска“ и на запад – с улица „Кочани“. Улица „Атанас Узунов“ пресича парка в посока север-юг. В парка има детски площадки, открит фитнес и кафенета.

## Обекти в близост до парка
В близост до или в самия парк се намират следните обекти:
Спортни обекти и свободно време
- Зала Фестивална
- Стадион Академик

Храмове
- Църква Света Троица
- Църква Свети Мина

Образование
- 12 Детска ясла
- 31 СУ за мениджмънт и чужди езици „Иван Вазов“
- 65 ОДЗ Слънчево детство
- 54 Целодневна детска градина „Сбъдната мечта“
- 55 Целодневна детска градина „Веселина“
- 57 Детска ясла
- 109 ОУ „Христо Смирненски“
- 148 ОУ „Любомир Милетич“
- Читалище Светлина

Търговски обекти
- Пазар „Ситняково“
- Скай Сити Мол

Посолства
- Посолство на Армения
- Посолство на Беларус
- Посолство на Румъния

Паметници
- Паметник на Гео Милев

- Паметник на Георги Аспарухов – Гунди, открит през 2023 г.[3]

Други
- Областна дирекция на МВР – София
- Слатинска река
- Център за интеграция на инвалиди

## Градски транспорт
До парк Гео Милев може да се стигне със следните линии на градския транспорт:
- Автобуси: 9, 72